# Hiltbolt von Schwangau

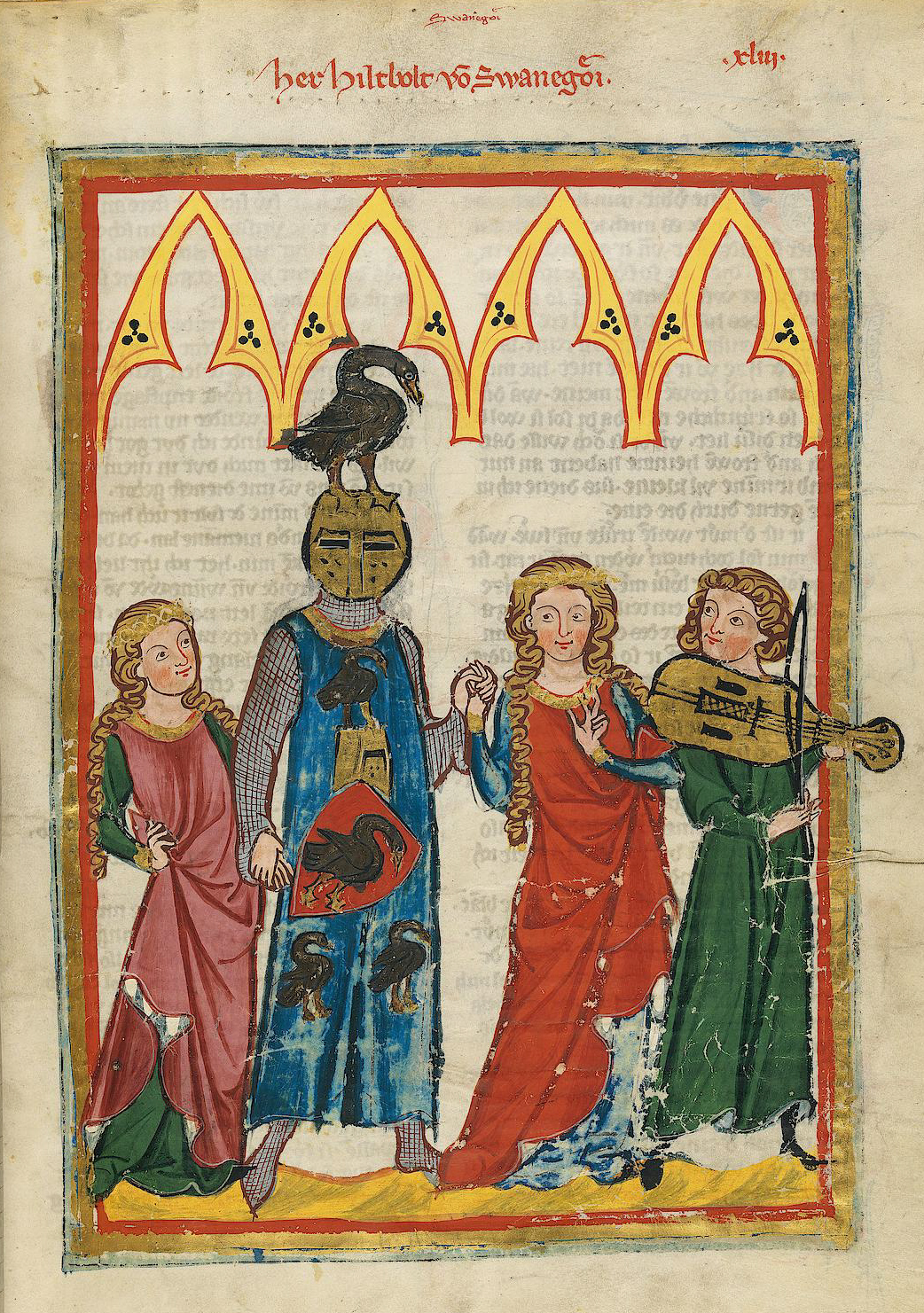
Autorbild des Codex Manesse

Hiltbolt von Schwangau (auch Hiltebolt oder Hild(e)bold von Swanegou, (* vor 1221; † um oder nach 1254) urkundlich bezeugt von 1221 bis 1254) war ein Minnesänger des 13. Jahrhunderts.

## Leben
Die genaue Datierung des Minnesängers Hiltbolt von Schwangau ist umstritten, da es mehrere Träger dieses Namens gab und somit urkundliche Belege von über 100 Jahren, von 1125 bis 1254, vorhanden sind. Dies ist darauf zurückzuführen, dass es in der Familie von Schwangau üblich war, den Namen Hiltbolt an die Nachkommen weiterzugeben. Aufgrund des angenommenen Entstehungszeitraumes der Minnelieder werden dem Minnesänger Hiltbolt von Schwangau die urkundlichen Belege von 1221 bis 1254 zugeschrieben. Für die Zeit zwischen 1179 und 1221 existieren allerdings keinerlei urkundliche Belege, welche einen Hiltbolt erwähnen.
Die Familie von Schwangau war ein Geschlecht von Ministerialen im Umkreis der Welfen und hatte ihren Sitz auf den Burgen Vorder- und Hinterhohenschwangau an der Stelle des heutigen Schlosses Neuschwanstein. Aus dem Leben des Minnesängers Hiltbolt ist jedoch nur wenig bekannt. Er wird mehrfach im Zusammenhang mit Graf Albrecht III. von Tirol urkundlich erwähnt, somit ist eine Funktion an dessen Hofe anzunehmen. Ein Kreuzlied (XVII) macht seine Teilnahme am fünften Kreuzzug von 1217 bis 1221 wahrscheinlich, welcher ihn an Seiten des Grafen von Tirol in den Orient führte.
Das Autorbild des Codex Manesse zeigt den Minnesänger Hiltbolt von Schwangau, wie er zwei Damen zum Tanz geleitet. Der Schild seines Wappenkleides zeigt einen Schwan auf rotem Grund, das historisch bezeugte Wappen der Familie von Schwangau. Der Maler ließ sich bei seiner Zeichnung wohl von Hiltbolts Lied Nr. X, einem Tanzlied, inspirieren.

## Werk

### Überlieferung
Das Textkorpus Hiltbolts von Schwangau umfasst 23 Minnelieder in 49 Strophen. Überliefert sind die kompletten 49 Strophen im Codex Manesse (C), 14 Strophen davon sind ebenfalls in der Weingartner Liederhandschrift (B) zu finden. Allerdings wurden drei Blätter dieser Handschrift herausgerissen, welche ungefähr 28 weitere Strophen enthalten haben könnten. Unklar ist, ob diese verschollen oder Teil der in C überlieferten Strophen sind. Außerdem bedürfen die Strophen 16C bis 18C gesonderter Betrachtung, da diese auch unter dem Markgraf von Hohenburg überliefert sind. Die genaue Zuordnung zu nur einem der beiden Dichter ist allerdings umstritten.

### Lieder
Unter Hiltbolts Liedern finden sich ein Tanzlied (X) sowie ein Minnekreuzlied (XVII). Die überwiegend ein- oder zweistrophigen Texte greifen gängige Themen des Minnesangs auf. Hiltbolt ist stark traditionsverhaftet, was sich durch den starken Einfluss seiner Vorgänger bemerkbar macht. Hierzu zählen Reinmar der Alte und Heinrich von Morungen, vor allem aber Walther von der Vogelweide und Ulrich von Liechtenstein. Doch auch Hiltbolts Einfluss lässt sich in späteren Werken anderer Autoren wie Brunwart von Augheim und Gottfried von Neifen erkennen. Die Anlehnung an diese Vorbilder weist Hiltbolt als „konventionellen höfischen Dichter aus“. Seine Lieder sind typisch für den Minnesang des 13. Jahrhunderts und bestehen aus Kombinationen altbekannter Themen und Motive.
Hiltbolts Lieder zeichnen sich bis auf wenige Ausnahmen durch einen dreigliedrigen Strophenbau mit vorwiegend reinen Reimen aus. Zudem finden sich Reime des Aufgesangs auch im Abgesang wieder. Häufige Konditionalsätze sowie eine eher verschlungene Syntax zeigen die enge Anlehnung zu Reinmar. Der Dichter vergleicht seine Gemütszustände mit den Jahreszeiten und gebraucht häufig Oxymora sowie Antithesen, um seine Lieder lebendiger zu gestalten. Ständig wiederkehrende Klagerufe sollen die Verzweiflung des Sängers verdeutlichen. Metrisch betrachtet kann man Hiltbolts Lieder in zwei Gruppen unterteilen – in alternierende und daktylische Versmaße. Die Anzahl der Hebungen schwankt zwischen vier und fünf.
Der überlieferte Korpus Hiltbolts beinhaltet ausschließlich Lieder der Hohen Minne. Anknüpfend an die Traditionen des frühen Minnesangs ist die Trennung der Liebenden das vorrangige Thema in Hiltbolts Liedern. Er greift die traditionelle Rollenverteilung der Minnelieder auf, in denen ein Sänger einer Dame einen Minnedienst erweisen will, aber ständig abgewiesen wird.
Die Lieder I bis III beschreiben die Ausschau nach einer Dame, die den Lobpreis verdient hat. Lied III knüpft dabei an die Huldigung der deutschen Frauen Walthers von der Vogelweide an und so besingt er seine Geliebte als die Schönste zwischen Po und Rhein. Die folgenden Strophen handeln von dem Dienst, welchen der Sänger seiner frouwe leistet und seiner Bitte um Erhörung, als Lohn für seinen Dienst. Sie beschreiben die Abhängigkeit des Dichters von seiner Geliebten, sie ist seine einzige Freude und er liebt nur sie, unfähig je wieder eine andere zu begehren. Auch eine Absage der Dame kann ihn nicht von seiner Liebe abbringen. Einzig das Tanzlied Nr. X durchbricht die vorherrschend gedrückte Stimmung und wirkt heiterer. In ihm besingt der Autor die Einmaligkeit seiner Geliebten, eingebettet in die Situation eines Tanzes.
In Lied XVII bricht der Dichter schweren Herzens zum Kreuzzug auf und lässt die Minne seinen Freunden zurück, da sie ihnen hoffentlich mehr Glück bringen möge. Doch auch in weit entfernten Ländern kann er seine Geliebte nicht vergessen und erhofft sich durch seine Rückkehr Linderung. Der Dichter wird Opfer übler Gerüchte über seine angebliche Untreue, welchen die Angebetete Glauben schenkt. Er kann sie jedoch vom Gegenteil überzeugen, indem er ihr seine Treue versichert und beteuert, dass sie seine Einzige sei.
Immer wieder bezieht Hiltbolt die Natur in seine Dichtungen mit ein, teils um die Schönheit seiner Geliebten zu beschreiben, teils um seine eigene Stimmung auszudrücken. Er weist immerzu auf seine Traurigkeit hin und untermauert dies durch ständig wiederkehrende Klagerufe. Ein Natureingang findet sich jedoch ausschließlich in den Liedern XXI und XXII. In seinen letzten Liedern blickt er auf den Anfang seiner Werbung zurück und resümiert, dass, auch wenn sie ihm nur Abneigung entgegenbringt, er doch nie einer anderen Frau begegnet ist, die er so innig geliebt hat.

## Erinnerung

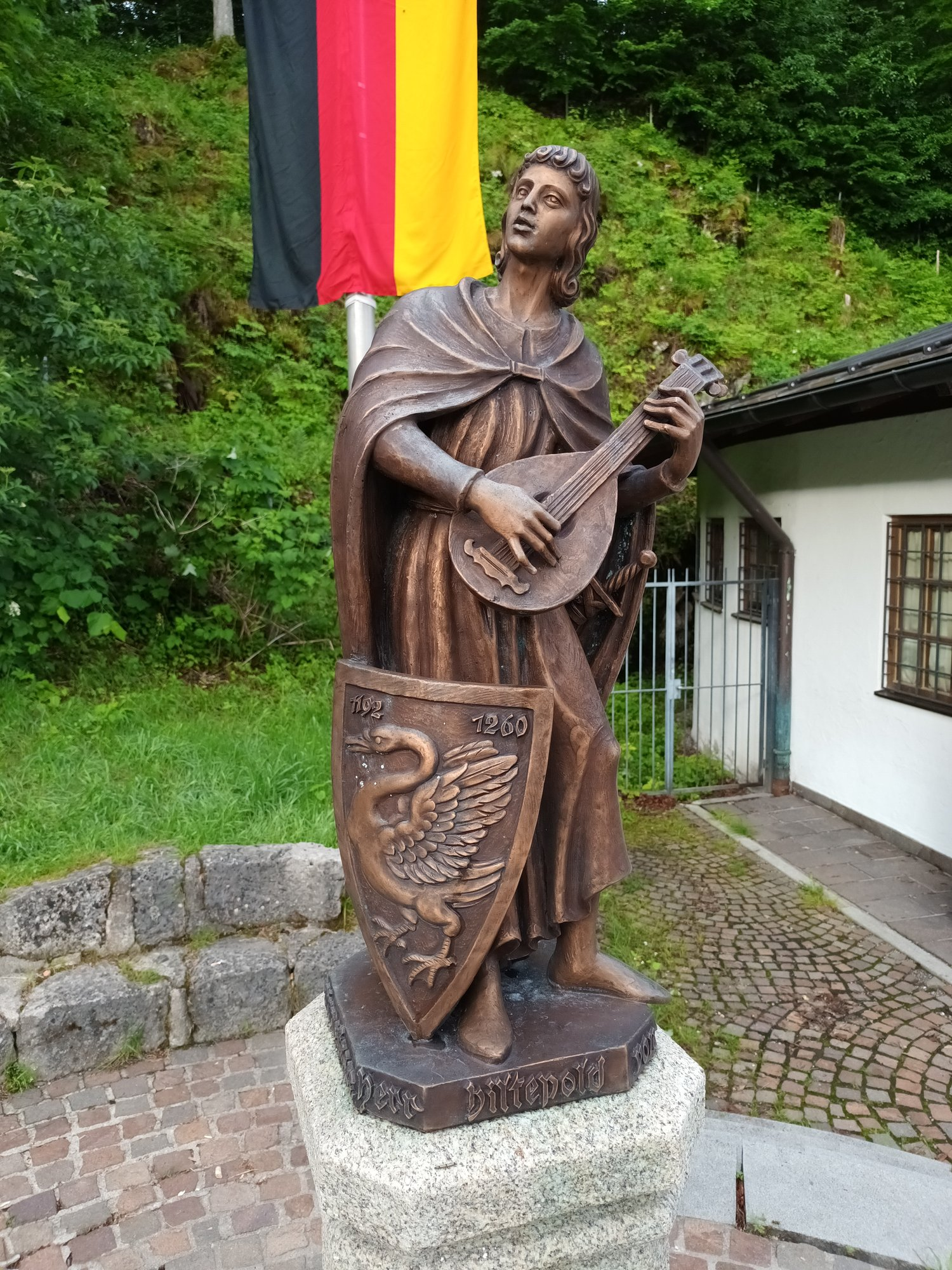
Statue des Hiltepold-Brunnens in Hohenschwangau

Im Münchner Stadtteil Schwabing-West gibt es seit 1903 in Erinnerung an Hiltbolt von Schwangau die Hildeboldstraße. In Hohenschwangau gibt es einen Brunnen mit einer Statue des Minnesängers.